# Al Ittihad Wad Madani
Pour les articles homonymes, voir Al Ittihad.
Maillots
Actualités
Le Al Ittihad Sports Club Wad Madani (en arabe : نادي الاتحاد الرياضي بود مدني), plus couramment abrégé en Al Ittihad, est un club soudanais de football fondé en 1933 et basé dans la ville de Wad Madani.
Le club dispute la Sudan Premier League, le championnat de première division soudanaise lors de la saison 2018-19.

## Histoire
Le club remport la Coupe du Soudan en 1990. Ce succès a permis au club de participer à la Coupe des Coupes en 1991, où il est éliminé au deuxième tour par le club zambien des Power Dynamos FC, futur vainqueur de la compétition.
En championnat, sa meilleure performance est une 5e place, obtenue lors de la saison 2006.

## Palmarès
| National                                                                                      |
| --------------------------------------------------------------------------------------------- |
| - Championnat du Soudan : - Vice-champion : 1967. - Coupe du Soudan (1) : - Vainqueur : 1990. |

## Entraîneurs du club
- Said Salim